# Eison
Eison (叡尊) (1201-1290) était un moine bouddhiste japonais; il est le fondateur de la  secte Shingon Risshu.

## Biographie
Eison a commencé sa formation religieuse à l'âge de onze ans; il étudie d'abord le bouddhisme Shingon au temple Daigo-ji à Kyoto, ensuite au Kongōbu-ji. En 1235, il est au Saidai-ji où il étudie le vinaya, et prend alors conscience du rôle central des préceptes du Patimoksha pour une vocation monastique. Constatant alors que les règles correctes de l'ordination monastique ont disparu du Japon et que sa propre ordination n'est donc pas vraiment valable, il décide de recevoir les préceptes au cours d'une cérémonie qu'il dirige lui-même devant une image du Bouddha et qui a lieu à Tōdai-ji en 1236. Trois de ses compagnons sont associés à cette cérémonie.
Après quelques années comme moine itinérant, durant lesquelles il enseigne les préceptes bouddhistes, Eison retourne à Saidai-ji et y fonde l'école Shingon Risshu. Saidai-ji prospère sous sa gouvernance, reçoit de plus en plus de dons, et ses revenus augmentent malgré le vœux de pauvreté d'Eison. 
Des années plus tard, Eison accepta aussi des dons fonciers de l'Empereur retiré Kameyama. Ces dons généreux sont peut-être la conséquence de la réaction d'Eison aux invasions mongoles du Japon en 1274 et 1278: il avait accompli des rituels ésotériques pour repousser les envahisseurs. Pour honorer cette action, ses disciples ont commandé l'un des premiers exemples connus de juzo (le portrait d'un moine de son vivant), sculpté dans le bois.
En 1273, 1275 et 1280, malgré son âge avancé, Eison fait des pèlerinages au sanctuaire d'Ise, où il présente des copies du sutra Daihannya-kyo. Après sa mort en 1290, il reçoit le titre posthume de Kosho Bosatsu (興正菩薩), « bodhisattva promouvant l'orthodoxie ».
Eison est connu pour avoir été très charitable et avoir encouragé la récitation du « mantra de la lumière » par les laïcs. 
Aujourd'hui, le Saidai-ji est le centre de la secte Shingon risshu.

### Traductions
- David Quinter, « Account of the Origin of the Hannyaji Mañjuśrī: A Translation of Hannyaji Monju Engi », Monumenta Nipponica, vol. 62, no 4,‎ 2007, p. 459–468 (lire en ligne )
- (en) Eison (trad. David Quinter), « Votive Text for the Construction of the Hannyaji Mañjuśrī Bodhisattva Statue: A Translation of Hannyaji Monju Bosatsu Zō Zōryū Ganmo », Monumenta Nipponica, vol. 62, no 4,‎ 2007, p. 469–479 (lire en ligne )

### Études
- (en) Robert E. Buswell Jr. et Donald S. Lopez Jr., The Princeton Dictionary of Buddhism, Princeton, Princeton University Press, 2014, xxxii + 1265 (ISBN 978-0-691-15786-3), p. 280
- (en) Lori Meeks, « Vows for the Masses: Eison and the Popular Expansion of Precept-Conferral Ceremonies in Premodern Japan », Numen, vol. 56, no 1,‎ 2009, p. 1-43 (lire en ligne )
- (en) David Quinter, From Outcasts to Emperors: Shingon Ritsu and the Mañjuśrī Cult in Medieval Japan, Brill, Brill, coll. « 50 / Brill's Japanese Studies Library », 2015, 340 p. (ISBN 978-9-004-29339-7, présentation en ligne), Leyde
- (en) Paul B. Watt, « Eison and the Shingon Vinaya Sect », dans George J. Tanabe Jr. (Ed.), Religions of Japan in Practice, Princeton, Princeton University Press, coll. « Princeton Readings in Religions », 1999, xviii + 564 (ISBN 978-0691-05789-7), p. 89-97